# NGC 4260
NGC 4260 este o galaxie spiralată barată în constelația Fecioara. A fost descoperită de William Herschel pe 13 aprilie 1784.